# Odelgomo (Ort)
Odelgomo (Bunak für Affenbesitzer) ist ein osttimoresischer Ort im Suco Ai-Assa (Verwaltungsamt Bobonaro, Gemeinde Bobonaro). Er liegt im Norden der Aldeia Odelgomo, auf einer Meereshöhe von 473 m. Im Nordwesten fließt der Masi, der in den nordöstlich fließenden Laco mündet. In Masi und Laco münden zwei weitere kleine Wasserläufe, sodass das Dorf außer im Süden komplett von Flüssen umgeben ist. Eine Straße führt über einen Furt nach Norden in Richtung dem Ort Bobonaro. Nach Süden gelangt man zu Nachbarsiedlungen.
Im Dorf Odelgomo befindet sich die Grundschule Dom Baucorre Odelgomo.